# Santuario de Santa María de Bastanist

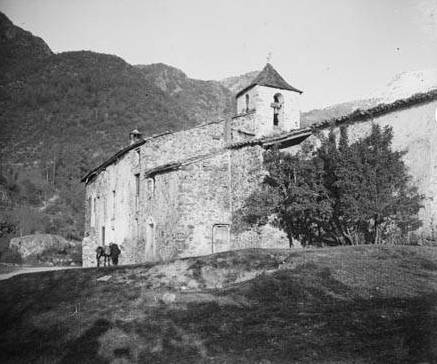
Santuario de Santa Maria de Bastanist (circa 1920)

El Santuario de Santa María de Bastanist, está situado al pie de la sierra del Cadí, muy cerca de la población de Montellà i Martinet, en la comarca catalana de la Baja Cerdaña,en el pequeño pueblecito de Villec perteneciente a la provincia de Lérida.

## Historia
Por la documentación de donaciones, se tiene noticias de la iglesia datadas en el año 1322. En el dintel de la puerta hay grabada la fecha de 1704 en que fue reedificada, de su época románica sólo queda el ábside y una pequeña parte de la nave. Durante la guerra de independencia sufrió graves destrozos por las tropas francesas en 1790 y en 1804 y fue incendiada durante la guerra civil española de 1936. Reformándose nuevamente en el año 1949.
Muy cerca de la iglesia, se conserva un esconjuradero en bastante buen estado. La imagen de la Virgen de Bastanist, fue encontrada por un joven pastor en el mismo lugar donde se hizo la edificación, según cuentan ocurrió en el año 1109. La imagen desapareció durante el incendio de 1936. Los expertos la habían datado de alrededor de 1150. En la actualidad se venera una reproducción de la anterior talla policromada.